# Дионски римски театър
Дионският римски театър (на гръцки: Ρωμαϊκό θέατρο του Δίου) е археологически обект, античен театър, в античния македонски град Дион, Гърция.

## История
Театърът е разположен извън стените на града, югоизточно от по-стария Елинистически театър и южно от Храма на Зевс Олимпийски. Построен е във II век в периода на благоденствие и мир при управлението на римския император Адриан и постепенно заменя своя предшественик, който започва да упада след 168 година пр.н.е., когато в Битката при Пидна е разгромен цар Персей Македонски и Македонското царство попада под римска власт.

## Архитектура
Римският театър е по-малък от елинистическия. Построен е на равно пространство и има изглед към изток. Формата му напомня на античния театър в град Коринт и на този в град Патра: кавеа със седалки с радиус 16,45 m, подковообразен оркестър с радиус 10,70 m, сцена и просцений. Кавеата, мястото за зрителите, е обградена от висока полукръгла, каменна стена. Кавеата е разделена на четири секции от три тесни стълбища. Редовете са лежали върху покривите на единадесет сводести клиновидни пространства, гледащи към полукръгъл вътрешен коридор покрай външната стена, с изключение на крайните, които комуникират с пародите, входовете за публиката. Най-долната редици оформя ниска стена покрай извитата част на оркестъра. От общо 24 каменни пейки са запазени само няколко. Сцената е отделна от кавеата. Просценият е обширен и е бил богато украсен с мраморни облицовки и скулптури - голяма част обаче него обаче е унищожена от артезиански води. Археологическите находки от Римския театър включват фрагменти от мраморна облицовка, фрагменти от мраморни касети и две скулптури - една на бог Хермес без глава и с крилатия си жезъл в лявата ръка и една на император с броня.
Според открити при археологическите разкопки монети, поне четири части на кавеата и на сцената са били променяни през последната четвърт на IV век, вероятно поради частично потъване на театъра вследствие на земетресения или поради частична промяна в употребата на сградата.
- Статуя на Хермес
- Статуя на император в броня